# Jorge Luis Campos
Jorge Luis Campos Velázquez (11 de agosto de 1970) é um ex-futebolista paraguaio, que atuava como meia.

## Carreira
Jorge Luis Campos Velázquez representou a Seleção Paraguaia de Futebol nas Olimpíadas de 1992.